# Salzgasse (Freistadt)

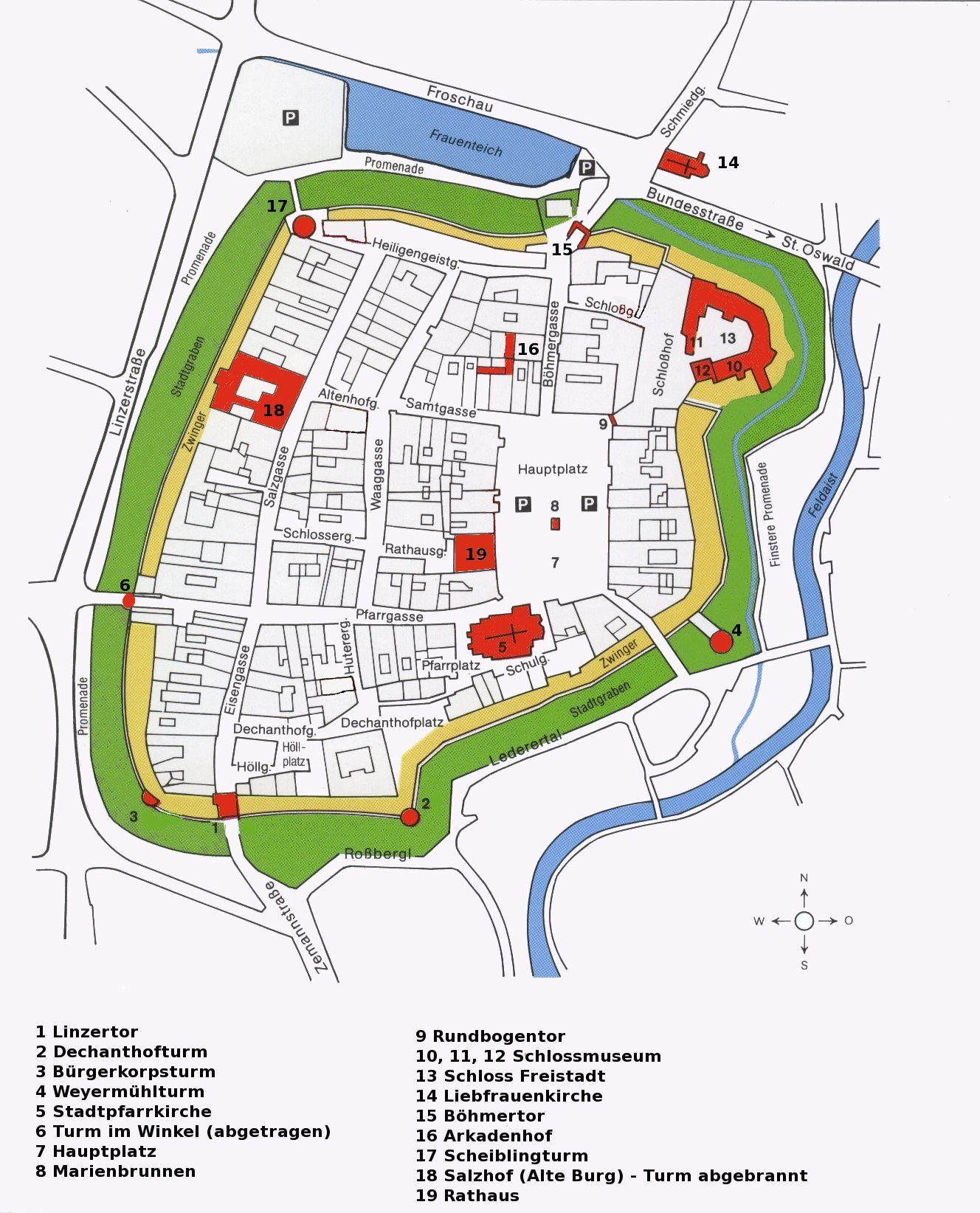
Die Altstadt mit dem Verlauf der Salzgasse

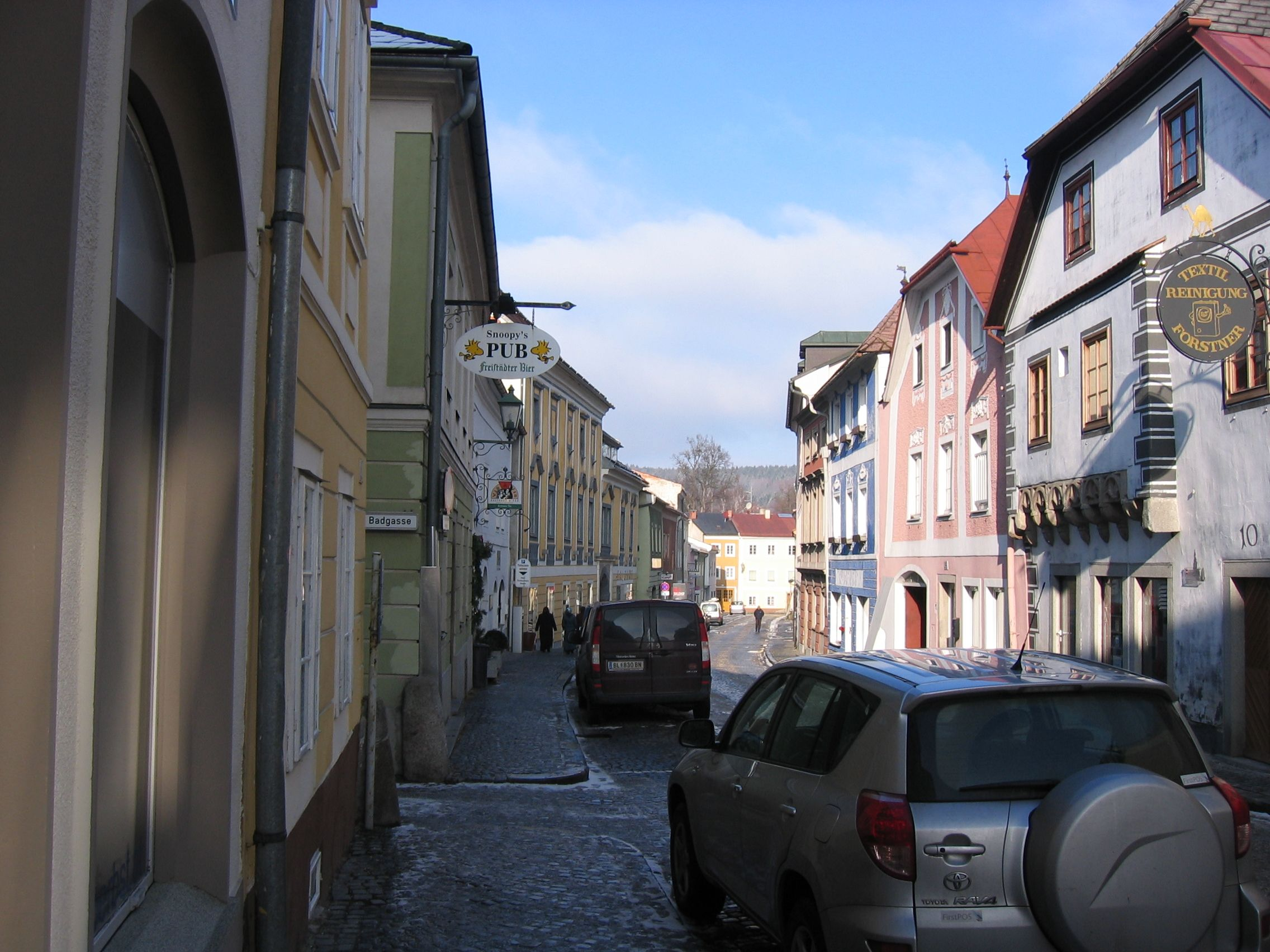
Die Salzgasse in Richtung Salzhof gesehen

Die Salzgasse ist eine rund 210 Meter lange Straße in der Altstadt von Freistadt im oberösterreichischen Mühlviertel. Die Gasse wurde zum größten Teil bereits vor der Stadtgründung im 13. Jahrhundert angelegt und liegt innerhalb der Stadtmauern der Altstadt.
Die Salzgasse ist die Keimzelle der Stadt, rund um das ehemalige Straßendorf wurde die mittelalterliche Stadt errichtet. Es wird vermutet, dass das Straßendorf samt der Burg eine Gründung von den Herren von Perg und Machland im 12. Jahrhundert war. Die heutige Salzgasse führt von der Pfarrgasse bis zur Heiligengeistgasse.
Entlang der heutigen Salzgasse stehen 35 Häuser, davon sind 19 denkmalgeschützt. Bei den beiden großen Stadtbränden 1507 und 1516 wurden alle Häuser der Stadt vernichtet, so auch in der Pfarrgasse. Auf Grund der Stadtbrände sind viele alte Dokumente aus der Erbauungszeit der Häuser verloren gegangen. Auch 1815 wurde ein Teil der Häuser beim Brand in Mitleidenschaft gezogen.

## Denkmalgeschützte Bauten
Folgende Gebäude wurden bis 2004 in die Denkmalliste Österreichs aufgenommen. (Sortiert nach heutigen Hausnummern mit Angabe der ehemaligen Adresse im Mittelalter in Klammer.)
Eckhaus Salzgasse 1/Pfarrgasse 22 (Bürgerhaus, früher Stadt Nr. 70)
Ein historisch erhaltenes Gebäude aus den letzten Jahren des 15. Jahrhunderts. Erstmals urkundlich erwähnt wurde das Haus 1457, die historische Fassade um 1900 gestaltet. Im Inneren haben die Räume im Erdgeschoß Gewölbe aus dem 16. und 18. Jahrhundert. Seit 1989 steht das Haus unter Denkmalschutz.
Eckhaus Salzgasse 2/Pfarrgasse 20 (Bürgerhaus, früher Stadt Nr. 151)
Ein spätgotisch, frühneuzeitliches Bürgerhaus, das 1425 erstmals urkundlich erwähnt wurde. Um 1900 wurden Veränderungen am Gebäude vorgenommen, die historische Fassade stammt aus 1902. In der Durchfahrt ist ein Tonnengewölbe aus dem 15. oder 16. Jahrhundert. Seit 1989 steht das Haus unter Denkmalschutz.
Salzgasse 3 (Bürgerhaus, früher Stadt Nr. 71)
Ein spätgotisches Bürgerhaus vom Ende des 15. Jahrhunderts, das bis 1752 als Brauhaus diente und seit 1940 unter Denkmalschutz steht. Im 17./18. Jahrhundert erfolgten Umbauten. Das Spitzbogenportal stammt aus der Zeit um 1500. Im Inneren findet sich eine reiche Ausgestaltung mit Gewölben, ebenerdig und im Obergeschoß spätgotische Kreuzrippengewölbe.
Salzgasse 5 (Bürgerhaus, früher Stadt Nr. 72)
Ein historischer Bau mit Teilen aus dem 16. Jahrhundert. Um 1872 erfolgten Veränderungen. Die Durchfahrt hat ein Stichkappentonnengewölbe. Eine Einrichtung besteht aus von Franz von Zülow bemalten Möbeln aus den Jahren 1956/59. Seit 1941 steht das Gebäude unter Denkmalschutz.
Salzgasse 7 (Bürgerhaus, früher Stadt Nr. 73)
Ein spätgotisch-frühneuzeitliches Bürgerhaus, das um 1504 urkundlich erwähnt wurde und seit 1940 unter Denkmalschutz steht.
Salzgasse 10 (Bürgerhaus, früher Stadt Nr. 155)
Ein spätgotisches Bürgerhaus mit Schopfwalmdach und reich gestaltetem Breiterker auf Konsolen mit Maßwerkfries. Das 1525 erwähnte Haus steht seit 1937 unter Denkmalschutz. Im Inneren sind sämtliche Räume mit Gewölben ausgestaltet, in der Stube gibt es einen verputzten Rüstbaum.
Salzgasse 11 (Wohnhaus, früher Stadt Nr. 77)
Das ehemalige Baderhaus das 1512 urkundlich erwähnt wurde. Im 18./19. Jahrhundert folgten Umbauten, historische Teile sind erhalten. Im Inneren findet sich eine einfache Ausgestaltung. Seit 1941 steht das Gebäude unter Denkmalschutz.
Salzgasse 12 (Bürgerhaus, früher Stadt Nr. 156)
Ein spätgotisch-frühneuzeitliches Bürger- und Handwerkerhaus, das 1476 urkundlich erwähnt wurde und seit 1971 unter Denkmalschutz steht. Ende des 18. Jahrhunderts erfolgten Adaptierungen. Die Fassade ist eine reiche klassizistische Stuckfassade. Im Inneren finden sich im Erdgeschoß Stichkappentonnengewölbe aus dem 16. Jahrhundert.
Salzgasse 15 (Kulturzentrum und Schule, früher Stadt Nr. 79)
Die erste Burg der Stadt, der heutige Salzhof wurde 1390 erstmals erwähnt. Das Gebäude diente von 1648 bis in die 1920er Jahre als Salzkasten. Der Ausbau erfolgte im 15./16. Jahrhundert und 2003 erfolgte die letzte Renovierung und der Umbau zum heutigen Kulturzentrum.
Salzgasse 17 (Bürgerhaus, früher Stadt Nr. 80)
Eine größtenteils erneuertes Bürgerhaus, das 1493 erstmals erwähnt wurde und in Teilen im 16. Jahrhundert errichtet wurde. Das seit 1993 unter Denkmalschutz stehende Haus wurde in der zweiten Hälfte des 18. Jahrhunderts umgebaut. Im Inneren besitzt die ehemalige Stube eine barock verputzte Holzdecke mit Rüstbaum, vermutlich aus dem 16. Jahrhundert.

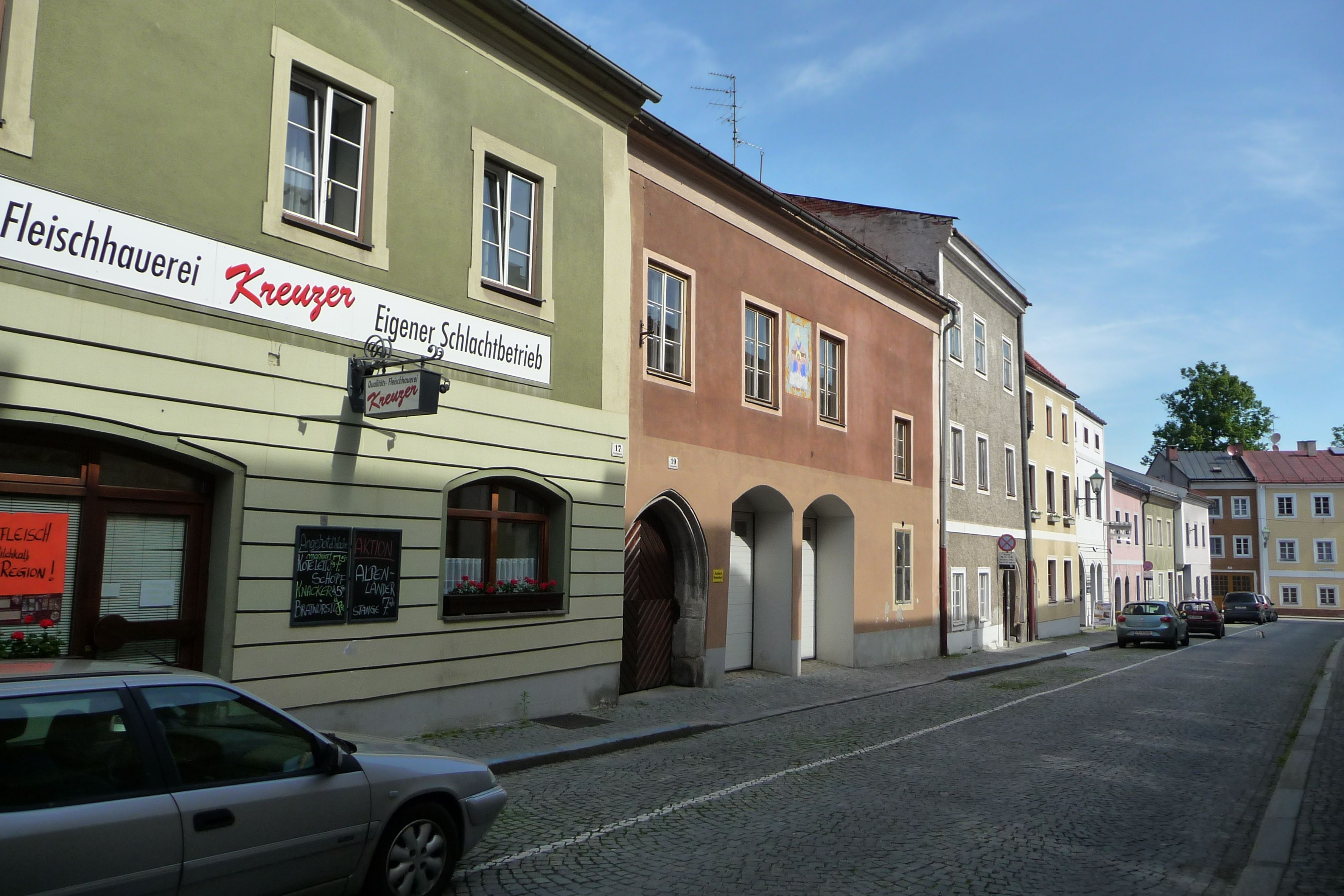
Salzgasse 17 – 19

Salzgasse 19 (Bürgerhaus, früher Stadt Nr. 81)
Ein spätgotisch-frühneuzeitliches Bürgerhaus mit einem spätgotischen Spitzbogenportal aus den letzten Jahren des 15. Jahrhunderts. Das erstmals 1418 erwähnt Gebäude steht seit 1993 unter Denkmalschutz. Im Inneren findet sich eine reiche Ausgestaltung mit Gewölben, vor allem aus dem 16. Jahrhundert. In der zweiten Hälfte des 18. Jahrhunderts und um 1900 erfolgten Veränderungen.
Eckhaus Salzgasse 20/Altenhofgasse 4 (Bürgerhaus, früher Stadt Nr. 171)
Ein erneuertes Gebäude mit offensichtlichen Veränderungen im 16. und 19. Jahrhundert steht seit 1993 unter Denkmalschutz. Früher das Hinterhaus von Waaggasse Nr. 15. Die historische Fassade wurde um 1862 gestaltet. Im Hof ist ein Rundbogenportal mit 1574 bezeichnet. Der Keller hat eine Stichkappentonnengewölbe aus dem 16. Jahrhundert.
Salzgasse 23 (Bürgerhaus, früher Stadt Nr. 83)
Ein historisch erhaltenes Bürgerhaus, das 1453 erstmals urkundlich erwähnt wurde. Teile des Hauses stammen aus dem 16. Jahrhundert und um 1830 erfolgte ein Umbau. Im Inneren existiert ein Flur mit Tonnengewölbe und in den Stuben gibt es geschnitzte Holzdecken (eine verputzt). Seit 1993 steht das Gebäude unter Denkmalschutz.
Salzgasse 26 (Bürgerhaus, früher Stadt Nr. 162)
Das ehemalige Hinterhaus von Waaggasse Nr. 21 und historisch erhalten. Große Teile stammen aus dem 16. und 17. Jahrhundert. Im Inneren ist es mit Gewölben und Riemlingdecke ausgestaltet. Seit 1995 steht das Gebäude unter Denkmalschutz.
Salzgasse 27 (Bürgerhaus, früher Stadt Nr. 85)
Ein zweigeschoßiges, fünfachsiges Haus, mit Satteldach, das seit 1993 unter Denkmalschutz steht. Der Kern stammt im Wesentlichen vom Beginn des 17. Jahrhunderts. Die Fassade hat rezente Stuckdekoration und Wandmalereien. Im Inneren wurde die Struktur weitgehend authentisch erhalten. Der schmale Mittelflur hat Kreuzgrat- und Tonnengewölbe. Eine flurparallele Steintreppe ist mit 1613 bezeichnet. Im Obergeschoß existieren tonnen- und kreuzgratgewölbte Räume sowie ein kreuzgratgewölbter Mittelflur.
Salzgasse 29 (Bürgerhaus, früher Stadt Nr. 86)
Ein zweigeschoßiges Gebäude mit einfach profiliertem Traufgesims und Satteldach mit einem Baukern aus dem 17. Jahrhundert. Das Gebäude steht seit 1993 unter Denkmalschutz. Die Fassade ist eine schlichte Putzgliederung des 19. Jahrhunderts mit zwei Segmentbogenportalen samt verziertem steinernem Gewände. An der Nordwand ist die Jahreszahl 1671 eingeritzt. Im Inneren finden sich meist flach gedeckte Räume.
Salzgasse 31 (Bürgerhaus, früher Stadt Nr. 87)
Ein zweigeschoßiges Wohnhaus, das 1454 erstmals urkundlich erwähnt wurde und seit 1941 unter Denkmalschutz steht. Der Kern stammt aus dem 16. Jahrhundert und wurde in der zweiten Hälfte des 18. Jahrhunderts aufgestockt. Im Inneren hat das Obergeschoß eine barocke Stuckdecke.
Salzgasse 33 (Bürgerhaus, früher Stadt Nr. 88)
Ein historisch erhaltenes Bürgerhaus mit reicher Ausgestaltung aus dem 16. Jahrhundert, wie Gewölbe und eine holzvertäfelte Stube. Im 18. Jahrhundert erfolgten Umbauten. Ein Raum ist mit einer Stuckdecke aus dem zweiten Viertel des 18. Jahrhunderts ausgestattet. Das 1454 erwähnte Haus steht seit 1941 unter Denkmalschutz.

## Denkmalwürdige Bauten

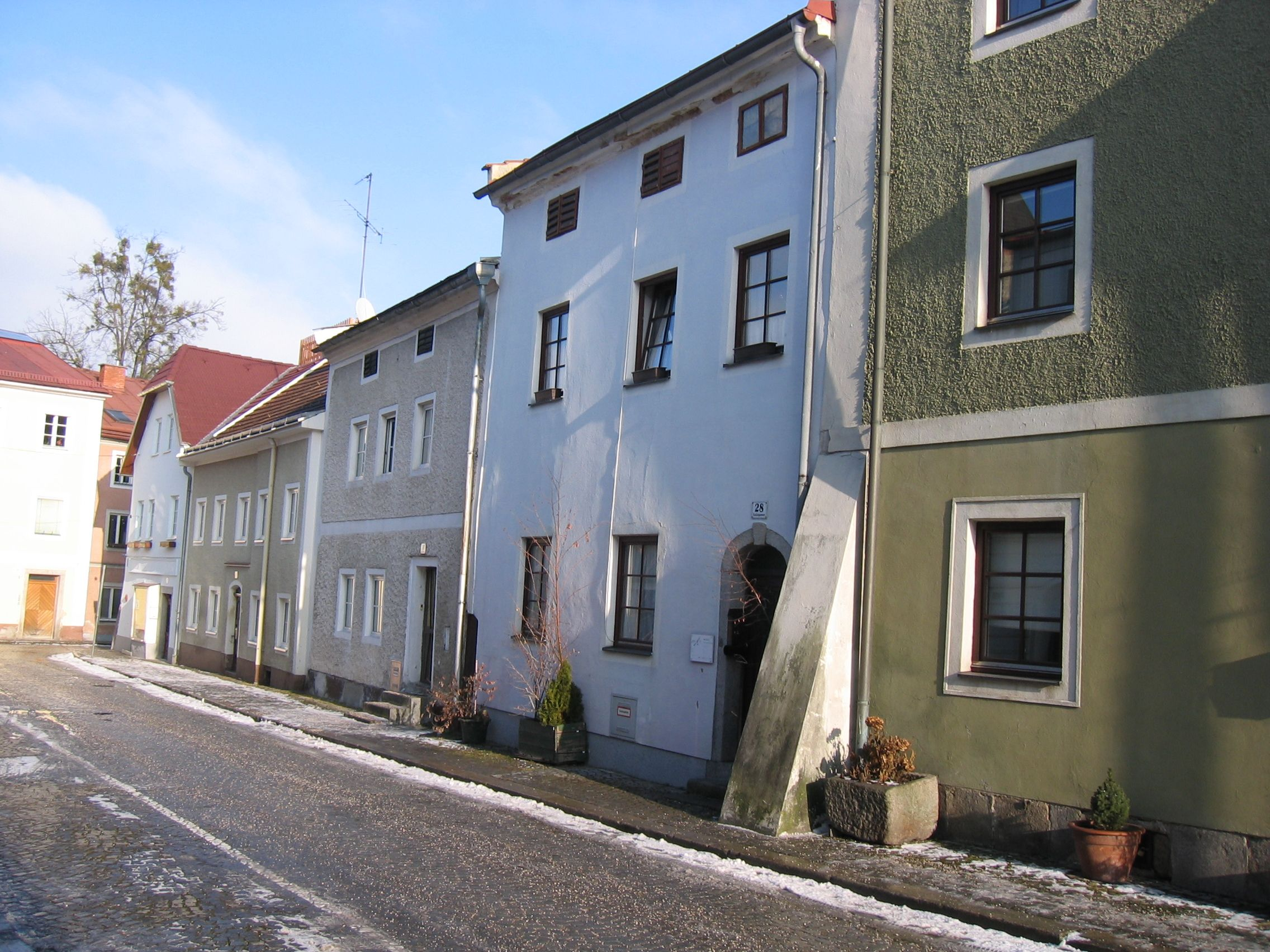
Häuser 26 – 34

Diese Gebäude standen bis 2004 noch nicht unter Denkmalschutz, erfüllen jedoch die Bedingungen (Alter, Erhaltungswert) zur unter Schutz Stellung.
Salzgasse 6 (Bürgerhaus, früher Stadt Nr. 153)
Ein in Teilen erneuertes, ehemaliges Handwerkerhaus mit Schopfwalmdach, das 1530 urkundlich erwähnt wurde. Anfang des 20. Jahrhunderts erfolgten Veränderungen. Die Eingangstür ist sezessionistisch.
Salzgasse 8 (Bürgerhaus, früher Stadt Nr. 154)
Ein spätgotisch-frühneuzeitliches Gebäude, das 1551 erstmals erwähnt wurde und ein Schopfwalmdach besitzt. Seitlich gibt es ein erneuertes, gefasstes Rechteckfenster. Ende des 18. und 19. Jahrhunderts wurden Veränderungen vorgenommen.
Eckhaus Salzgasse 9/Badgasse 1 (Bürgerhaus, früher Stadt Nr. 74)
Ein zweigeschoßiges, schmales Gebäude, das 1504 erstmals erwähnt wurde. Der Baukern stammt aus dem 15./16. Jahrhundert. Die Fassade mit Putzgliederung aus der Mitte des 19. Jahrhunderts. Über dem gebänderten Sockelgeschoß sind Fenster mit Parapetfeldern und geraden Fensterverdachungen.
Salzgasse 13 (Bürgerhaus, früher Stadt Nr. 78)
Ein zweigeschoßiges, fünfachsiges Gebäude mit Walmdach und Dachgaupen. Der Baukern stammt aus dem 16. Jahrhundert, im 18. Jahrhundert gab es Umbauten. Die schlichte Fassaden besitzt Putzfaschen.
Salzgasse 14 (Bürgerhaus, früher Stadt Nr. 157)
Ein historisch erhaltenes Gebäude, das 1530 erstmals erwähnt wurde. Die Fassade hat klassizistischen Stuckdekor aus dem Ende des 18. Jahrhunderts.
Salzgasse 16 (Bürgerhaus, früher Stadt Nr. 158)
Ein zweigeschoßiges, ehemaliges Bürger- und Handwerkerhaus, das erstmals 1537 erwähnt wurde. Veränderungen gab es um 1900.
Salzgasse 21 (Bürgerhaus, früher Stadt Nr. 82)
Ein spätgotisch-frühneuzeitliches Bürgerhaus mit Veränderungen in der zweiten Hälfte des 18. Jahrhunderts und Anfang des 20. Jahrhunderts. 1418 wurde es erstmals erwähnt. Im Inneren gibt es eine reiche Ausgestaltung mit Gewölben, vorwiegend aus dem 16. Jahrhundert und Riemlingdecken.
Salzgasse 22 (Bürgerhaus, früher Stadt Nr. 160)
Ein historisch erhaltenes spätgotisch-frühneuzeitliches Gebäude, das vormals das ehemalige Hinterhaus von Waaggasse Nr. 17 war. Im Keller findet sich ein Rundbogenportal des 16. Jahrhunderts. Das Hofgebäude hat einen Balkon auf Konsolen aus dem ersten Viertel des 16. Jahrhunderts. Im Inneren existieren Stichkappentonnengewölbe.
Salzgasse 24 (Bürgerhaus, früher Stadt Nr. 161)
Das ehemalige Hinterhaus von Waaggasse Nr. 19 wurde 1525 erstmals erwähnt. Der Kern stammt aus dem 16. Jahrhundert mit Veränderungen im 18. und 19. Jahrhundert und einer einfachen Ausgestaltung.
Salzgasse 25 (Bürgerhaus, früher Stadt Nr. 84)
Das ehemalige Hinterhaus von Waaggasse Nr. 21 wurde 1471 erstmals erwähnt, der Kern stammt ebenso wie die benachbarten Häuser aus dem 16. Jahrhundert. Heute findet das Haus als Kino und Local Bühne seine Verwendung, dies bedeutete umfangreiche Umbauten im Inneren. Denkmalgeschützt ist nur der Zwinger und die Stadtmauer beim Haus.
Salzgasse 28 (Bürgerhaus, früher Stadt Nr. 163)
Das ehemalige Hinterhaus von Waaggasse Nr. 23 mit einem Kern aus dem 16./17. Jahrhundert. In der zweiten Hälfte des 18. Jahrhunderts erfolgte eine Aufstockung.
Salzgasse 30 (Bürgerhaus, früher Stadt Nr. 164)
Ein zweigeschoßiges Wohnhaus, das früher das Hinterhaus von Waaggasse Nr. 25 war. Der Kern stammt in Teilen aus dem 16./17. Jahrhundert mit Veränderungen am Ende des 17. Jahrhunderts, 18. und 19. Jahrhundert.
Salzgasse 32 (Bürgerhaus, früher Stadt Nr. 165)
Ein zweigeschoßiges Gebäude, das bis 1699 zum Haus Salzgasse 34 gehörte und als Clösterle bezeichnet wurde und früher als Brauhaus diente. Der Kern stammt aus dem 16./17. Jahrhundert mit Veränderungen im 18. und 19. Jahrhundert.
Salzgasse 34 (Bürgerhaus, früher Stadt Nr. 166)
Ein einfaches, zweigeschoßiges Wohnhaus mit Schopfwalmdach, das 1525 erwähnt wurde. In Teilen stammt es aus dem 16. Jahrhundert mit Veränderungen Ende des 19. Jahrhunderts. Die Tür ist historisch.